# Richard (évêque d'Avranches)
Pour les articles homonymes, voir Richard.
Richard III est un évêque d'Avranches du XIIe siècle.

## Biographie
Archidiacre de Coutances, il est un des anciens maîtres de Jean de Salisbury.
Prélat érudit devenu évêque d'Avranches, il a toujours soutenu le roi Henri II d'Angleterre. Il accompagne en 1177 Roland, devenu archevêque de Dol à Dol où il le consacre
Il meurt en 1182.